# Ржевский, Никита Григорьевич
Никита Григорьевич Ржевский — голова и воевода во времена правления Ивана IV Васильевича Грозного.
Из дворянского рода Ржевские. Единственный сын Григория Никитича Ржевского, упомянутого в 1549 году есаулом в шведском походе.

## Биография
В октябре 1557 года записан триста двадцатым в третью статью московских детей боярских. Весной 1574 послан вторым воеводой в Данков. В 1575 году второй воевода в Рязани. В 1576 году голова в Пронске, где ему указано идти в сход с воеводой и бояриным Мстиславским и быть воеводою Большого полка, в октябре переведён вновь в Рязань.
В 1577 пятый голова в царском стане у постановления и дозора сторожей во время Ливонского похода. В 1578-1579 годах второй воевода в Рязани. В мае 1580 года прислан осадным головою в Михайлов, после «на первый срок в Вербное воскресенье» вторым воеводой. В 1581 году осадный воевода в Мценске. В апреле 1582 второй воевода в Рязани, а по сходу с украинными и береговыми воеводами, указано ему быть воеводою в Большом полку с князем Мстиславским. В 1583 году был вторым при построении города Каширы. 
В 1585 году «Никита Ржевский с товарыщи» описывал город Белёв и Белевский уезд.
В 1592 — воевода в Белом.

## Семья
От брака с неизвестной имел детей:
- Ржевский, Иван Никитич — голова, воевода и наместник.
- Ржевский Андрей Никитич (ум. 1610) — голова, посол и воевода.
- Ржевский, Григорий Никитич — думный дворянин.